# 布埃納維斯塔 (博亞卡省)

布埃納維斯塔（西班牙語：Buenavista），是哥倫比亞的城鎮，位於該國東北部博亞卡省，面積111平方公里，海拔高度1,984米，始建於1822年2月9日，2005年人口5,889，人口密度每平方公里53.05人。
5°39′03″N 74°17′13″W / 5.65083°N 74.2869°W